# سیارک ۲۳۵۹۹۰
سیارک ۲۳۵۹۹۰ (به انگلیسی: 235990 Laennec، نامگذاری:2005FP2)۲۳۵۹۹۰مین سیارک کشف شده‌است که در ۱۶ مارس ۲۰۰۵ کشف شد.